# Motorradclub

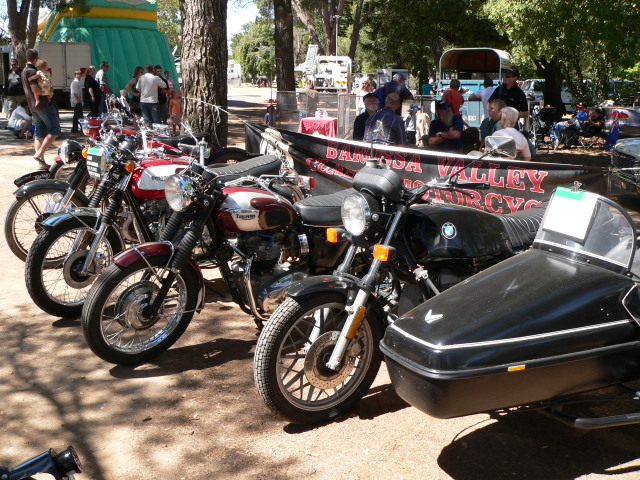
Motorräder des Barossa Valley Classic Motorcycle Clubs (2007)

Motorradclub, MC oder Motorcycle Club ist der Überbegriff für einen Zusammenschluss von Motorradfahrern und bezeichnet in der Regel Klubs oder Vereine. Meistens geben sich Motorradclubs nach außen hin durch ein gemeinsames Abzeichen, das sogenannte Colour oder Backpatch, zu erkennen.

## Geschichte

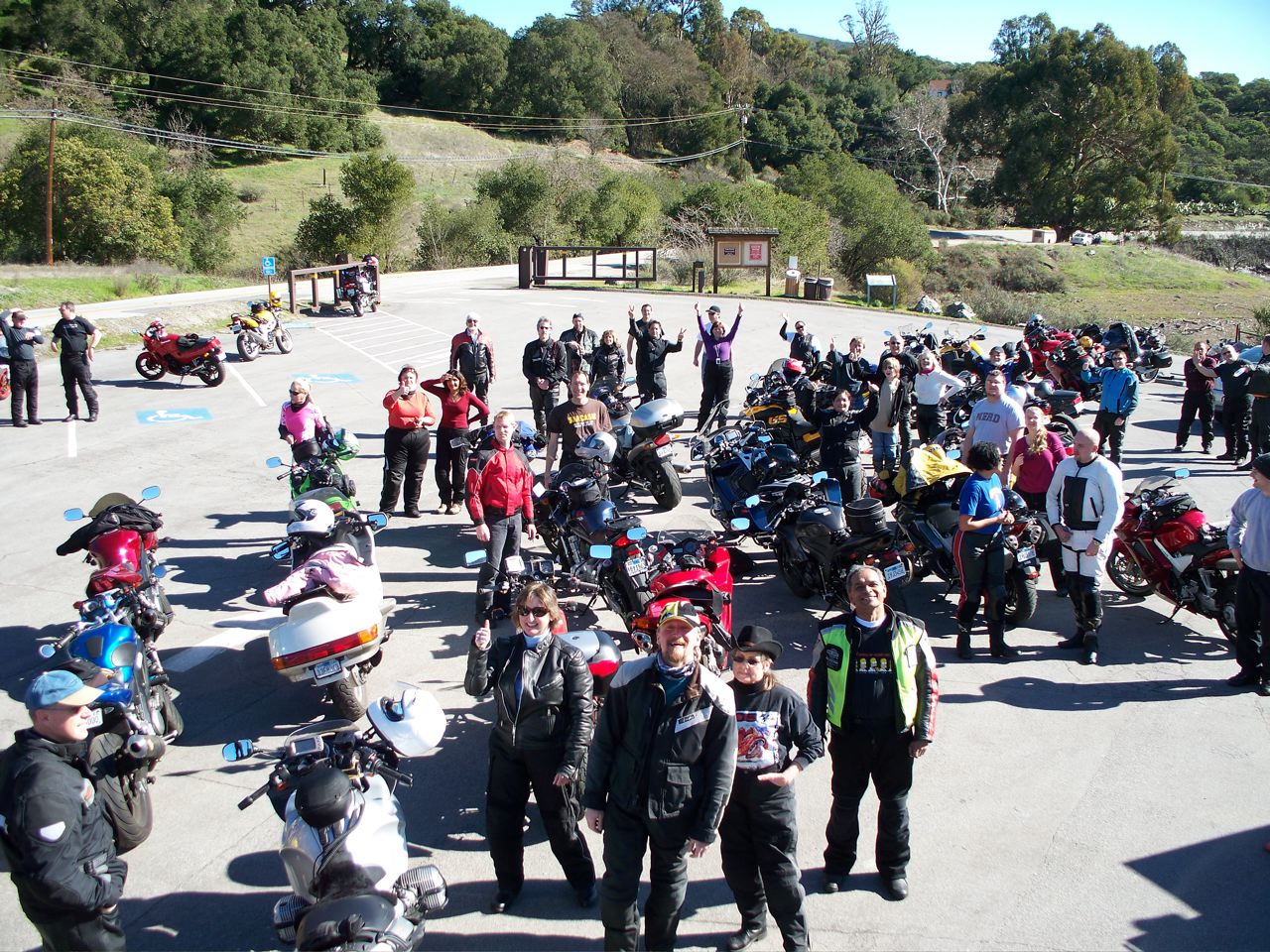
Treffen der South Bay Riders in Kalifornien (2009)

Bereits Ende des 19. Jahrhunderts hatten sich im deutschsprachigen Raum örtliche Interessengemeinschaften von Motorradfahrern gebildet und 1903 wurde in Stuttgart der spätere ADAC als Deutsche Motorradfahrer-Vereinigung gegründet. Nachdem dieser sich ab 1911 auf die Gruppe der Autofahrer fokussierte, kam es am 24. Februar 1923 in Halle (Saale) zur Gründung des Deutschen Motorradfahrer Verbandes, dem bei Gründung 29 Motorradclubs mit etwa 4000 Mitgliedern angehörten. Als ältester Motorradclub der USA gilt der Gypsy MC, der 1932 in Maryland gegründet wurde. 1924 wurde in den Vereinigten Staaten die Dachorganisation American Motorcyclist Association gegründet, die heute über 1.200 Motorradclubs umfasst. Die Mitglieder der Clubs verband zunächst nur das gemeinsame Interesse an Motorrädern, allerdings kam es 1947 bei einem Motorradtreffen in Hollister zu Ausschreitungen von in der Folge so genannten „Outlaw“-Bikern. In Abgrenzung von der überwiegenden friedlichen Masse der Mitglieder von Motorradclubs nennen sich diese seither auch Onepercenter in Anspielung darauf, dass ihr Anteil an Motorradfahrern insgesamt nur 1 Prozent betragen soll. In Deutschland etablierte sich später der Scheinanglizismus „Rocker“, der im englischsprachigen Raum andere Bedeutungen hat.

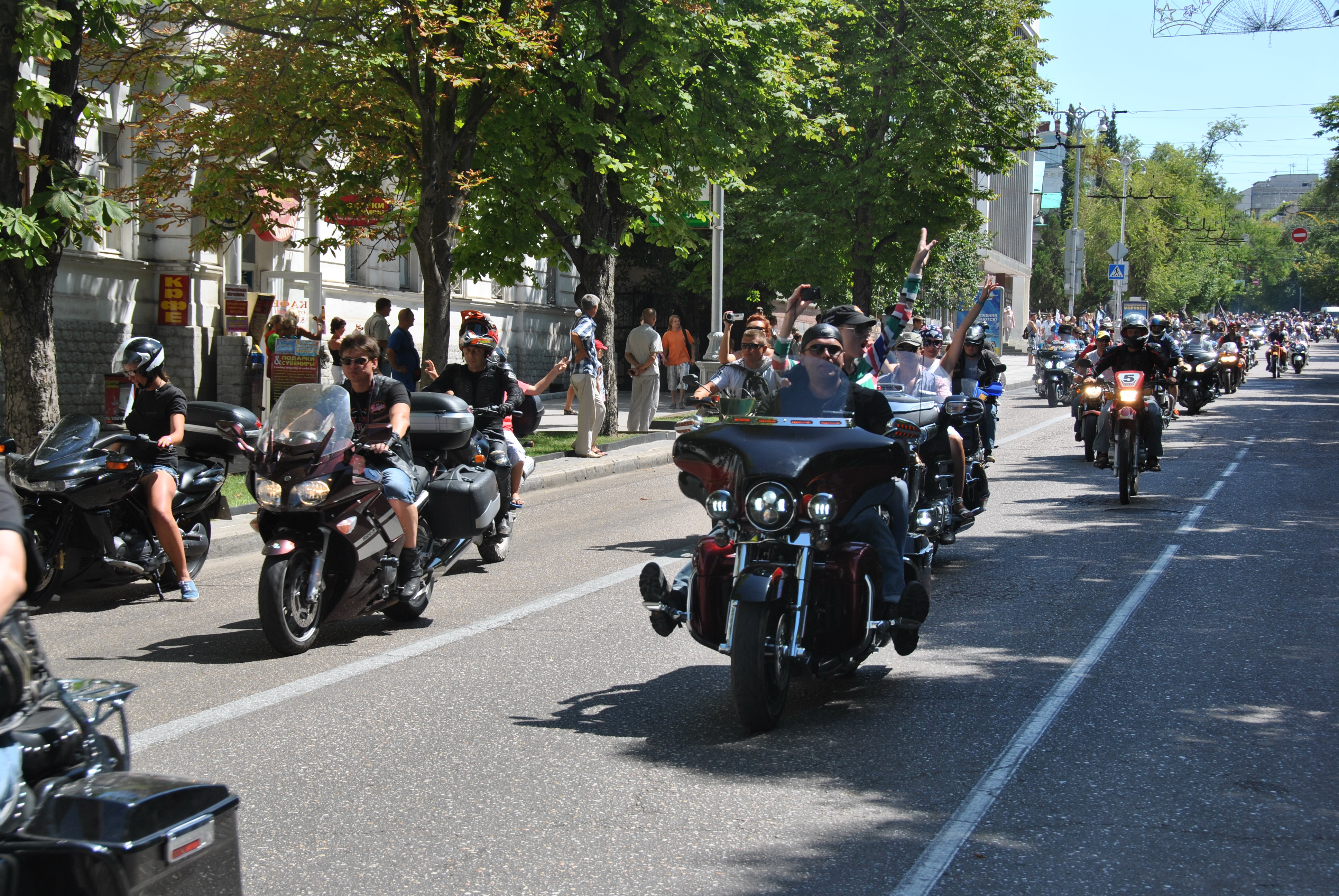
Ausfahrt eines russischen Motorradclubs (2012)

## Arten von Clubs
Es gibt Clubs, deren Fahrer sich nach den gefahrenen Fabrikaten zusammenfinden, wie Harley-Davidson, BMW oder Triumph.
Außerdem gibt es Motorradclubs, die sich nach anderen gemeinsamen Merkmalen organisieren (z. B. Beschränkung der Mitgliedschaft auf Frauen). Outlaw Motorcycle Gangs wie die Hells Angels und die Bandidos, die der organisierten Kriminalität zuzuordnen sind und von denen verschiedene Clubs und „Chapter“ in Deutschland verboten sind, wurden in den Vereinigten Staaten gegründet und dehnten sich später nach Europa aus.

## Belege
1. ↑  Friedrich Mevert: GESCHICHTE/171: Im November 1949 konstituierten sich vier weitere Bundesfachverbände. In: Deutscher Olympischer Sportbund (Hrsg.): DOSB-Presse. Der Artikel- und Informationsdienst des Deutschen Olympischen Sportbundes. Nr. 44, 27. Oktober 2009, S. 22 (online).
2. ↑  Sasha Disko: Men, Motorcycles and Modernity: Motorization During the Weimar Republic. ProQuest, 2008, S. 101.
3. 1 2  Christian Ertl: Macht’s den Krach leiser! Popkultur in München von 1945 bis heute. Allitera Verlag, 2010, ISBN 978-3-86906-100-9, S. 30.